# آل سالم (الطفة)

تعديل مصدري - تعديل

آل سالم هي إحدى قرى عزلة الظفرين بمديرية الطفة التابعة لمحافظة البيضاء، بلغ تعداد سكانها 219 نسمة حسب تعداد اليمن لعام 2004.